# Achillea obscura
Achillea obscura là một loài thực vật có hoa trong họ Cúc. Loài này được Nees mô tả khoa học đầu tiên năm 1831.